# WZT-3 (vehículo de ingenieros)
El WZT-3 (en polaco: Wóz Zabezpieczenia Technicznego-3, Vehículo de Recuperación e Ingenieros-3), es un vehículo de ingenieros similar al BREM soviético/ruso, tanto en funciones como en equipamiento; desarrollado sobre la base de un chasis del T-72 altamente modificado, con el fin de ser usado como un vehículo para los ingenieros militares.
Se conoce que al menos Polonia, la India, Kuwait y Malasia son sus operadores actuales, y que en la antigua Yugoslavia se produjo bajo licencia.

## Historia
Cuando el T-72 entró en el servicio del Ejército de Polonia en 1978, la necesidad de un nuevo ARV hizo su aparición seguidamente. Se solicitó que un casco de un T-72M se usara como la base de dicho vehículo. El Instituto Militar de Tecnologías de Automotores y Blindajes (en polaco: Wojskowy Instytut Techniki Pancernej i Samochodowej) de la ciudad de Sulejówek apuntó a que, dados los requisitos para dicho vehículo, le fuesen asignados para que se le diese el encargo de las adaptaciones, y que la Planta de Investigación y Desarrollo de Dispositivos Mecánicos (en polaco: Ośrodek Badawczo-Rozwojowy Urządzeń Mechanicznych) en la ciudad de Gliwice produjese los primeros dos prototipos bajo las premisas del programa de desarrollo Bizon (Bisón). Las pruebas y ensayos se llevaron a cabo desde 1986 hasta 1988, y después de aprobar con éxito los requisitos se aceptó inmediatamente en el servicio activo en el Ejército de Polonia. Durante un corto tiempo la producción era de una 20 unidades, hasta que un tiempo después se llevaron estudios a cabo sobre sus capacidades; decidiéndose que los vehículos en servicio y en fabricación se actualizarían desde el 2003 al estándar WZT-3M.

## Equipos
En su equipamiento estándar el WZT-3 dispone de miras similares a las del carro de combate en el
que se basa, pudiendo dar incluso información sobre blancos que le lleguen a rodear.

### Armamento y miras
Una ametralladora de calibre 12,7 y otra lateral de calibre 7,62 son, junto a un afuste de 10 tubos lanzagranadas de humo fijos del calibre 81 mm; sus únicos medios de defensa frente a otros blindados. Sus tripulantes cuentan con dispositivos de visión y miras de modelo soviético, hechos localmente bajo licencia, los cuales son el PO-6 (Aparato de visión adicional), TNP-165A (Aparato de visión adicional), TNPA-65 (Aparato de visión del comandante), TNPO-160 (Aparato de visión adicional del comandante), y el TNPO-168W (Aparato de visión del conductor); ya que sus puestos son totalmente sellados en el momento de la operación.

### Motorización
El paquete de motorización ESM 350, consta de una transmisión semiautomática (ESM-350), y de un motor de 12 cilindros policarburante del modelo hecho bajo licencia rusa V-46S12, que en su uso normal se alimenta de combustible diésel; y son los que le otorgan al blindado en cuestión una fuerza motriz de 850 HP, para incluso remolcar carros de combate y otros vehículos varados y/o atrapados en lodazales y bancos de arena.

## Usuarios
- Polonia

20 Unidades.
- India

En enero de 2012 se ha firmado un acuerdo para cerca de 204 unidades, para un total ordenado de más de 500 unidades, y con cerca de 300 unidades en servicio. Al estar basado en el T-72M, similar a su T-72 Ajeya, y al adaptarse de mejor manera a sus duras pruebas, fue el ganador del contrato para un vehículo de esta clase en el año 2003. El acuerdo fue firmado en dicho año entre Bumar Labedy y BEML Ltd. de la India, se espera que sean más de 700 los que estén en servicio.
- Kuwait.[9]

Hechos bajo licencia en la antigua Yugoslavia, se cree que entre 15 y 22 unidades.
- Malasia.[10]

Entre 10 y 14 unidades, sin información oficial que lo confirme.
- Serbia

Producidos bajo licencia para Kuwait, se desconoce de cuantas unidades dispone en servicio.

### Desarrollos relacionados
- T-55
- T-72

### Artículos similares
- M88 Armored Recovering Vehicle
- BREM
- WZT-1
- WZT-2
- WZT-4